# Yamada Keichū
Yamada Keichū (japanisch 山田 敬中, eigentlich Shimane Chūzō; geboren 24. Februar 1868 in Edo (Provinz Musashi); gestorben 21. Januar 1934) war ein japanischer Maler der Nihonga-Richtung.

## Leben und Werk
Yamada Keichū begann ein Studium der Malerei unter Tsukioka Yoshitoshi, das er dann unter Kawabata Gyokushō fortsetzte. 1891 wurde er Mitglied der Gruppe junger Künstler „Nihon Seinen kaiga kyōkai“ (日本青年絵画協会), 1896 konnte er auf der 1. Ausstellung der „Nihon Kaiga Kyōkai“ (日本絵画協会) ein Bild zeigen und wurde in der dritten Abteilung mit einer Bronzemedaille ausgezeichnet. 1897 konnte er sowohl dort wieder ein Bild zeigen, als auch ein Jahr später bei der 1. „Inten“-Ausstellung.
Weiter konnte Yamada auf der 2. Ausstellung 1897, ab 1898 gleichzeitig auf der 1. Inten-Ausstellung und deren weiteren ausstellen, wobei er auf der 5. mit einer Bronze-Medaille ausgezeichnet wurde. 1897 erhielt er auf der Ausstellung der „Zenkoku Kaiga kyōshinkai“ (全国絵画共進会) einen Preis der Dritten Klasse. Bereits 1996 war Lehrkraft an der „Tōkyō bijutsu gakkō“ (東京美術学校), einer der Vorläufereinrichtungen der heutigen Universität der Künste Tokio geworden, hörte aber 1998 im Zusammenhang mit der Bevorzugung der Malerei im westlichen Stil auf und beteiligte sich an der Gründung des Nihon Bijutsuin und wurde dort ordentliches Mitglied.
1907 konnte er auf der 1. „Bunten“ das Bild „Hana no mitsu“ (華の蜜) – „Blütennektar“ zeigen. Die Bilder
- 1909 „Tōen no sanketsu“ (桃園三傑) – „Die drei großen Adligen von Taoyuan“[A 4]
- 1911 „孤村の夕“ (孤村の夕) – „Abend im abgelegenen Dorf“
- 1915 „Hakuba gin’an“ (白馬銀鞍) – „Schimmel und Silbersattel“

wurden mit Preisen ausgezeichnet.
Ab 1920 wurden Yamadas Bilder auf der nun „Teiten“ genannten Nachfolgeeinrichtung zur Annahme empfohlen. 1924 wurde er Mitglied. Auf der 6. „Teiten“ zeigte er „Chūgen no shika dare ga te ni kisu“ (中原の鹿誰が手に帰す) – „Das Reh auf der Heide, in welche Hände gerät es“. Er beteiligte sich an der „Tatsumi gakai“ (巽画会), lehrte an der „Kawabata gagakkō“ (川端画学校), war leitender Lehrer an der „Ishkawa kenritsu kōgyō gakkō“ (石川県立工業学校) und übernahm weitere Funktionen. Er schuf hauptsächlich Landschaftsbilder, aber auch Bilder mit geschichtlichen oder buddhistischen Themen.
1931 war Yamada auf der „Ausstellung japanische Malerei“ in Berlin zu sehen.

## Bilder

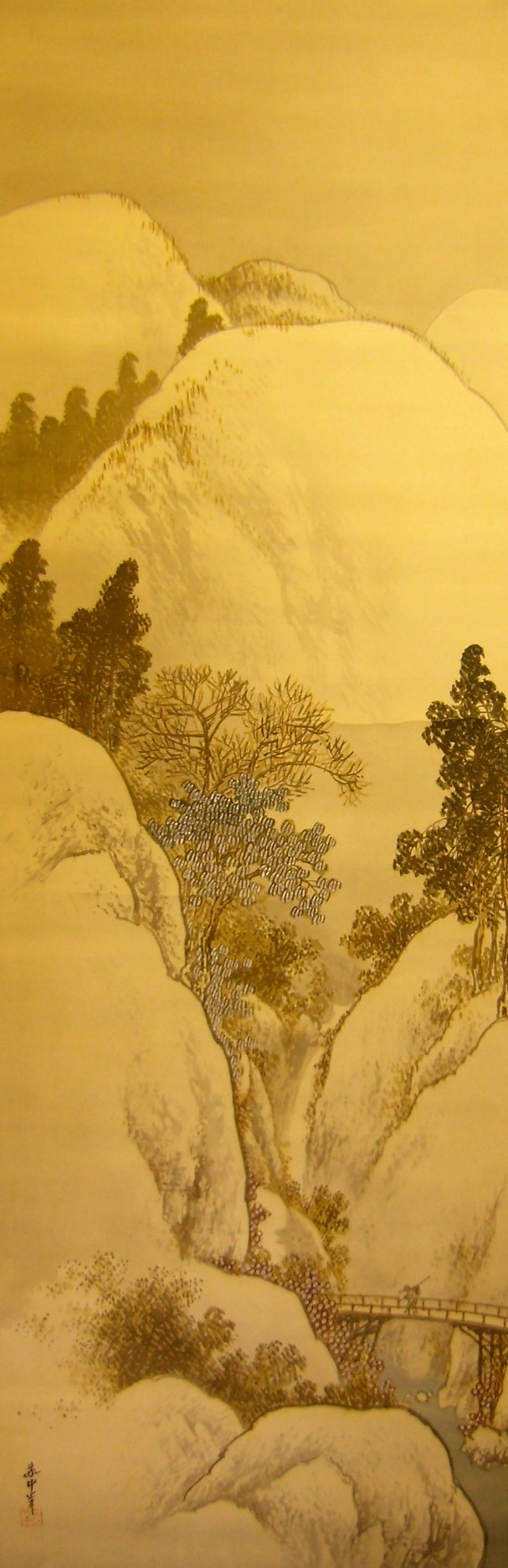
Bergwelt
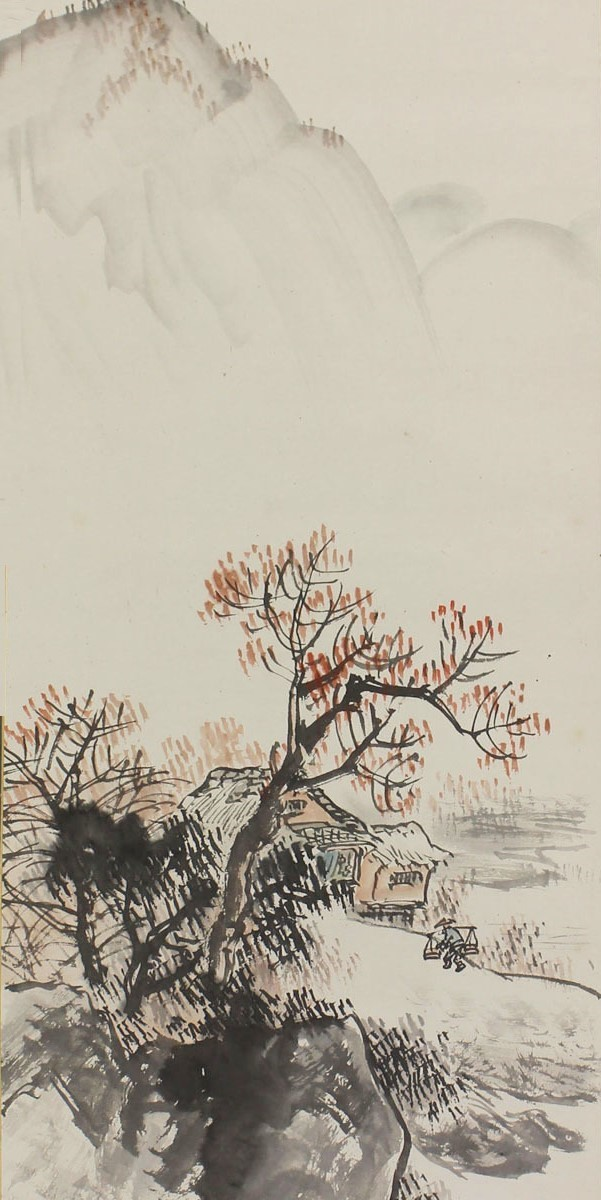
Bergwelt
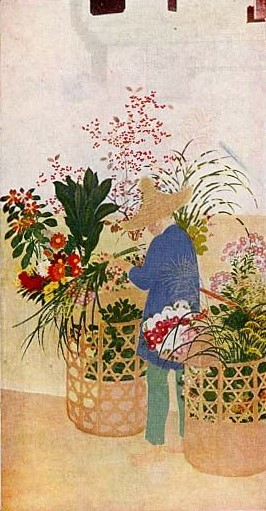
Blumenverkäuferin
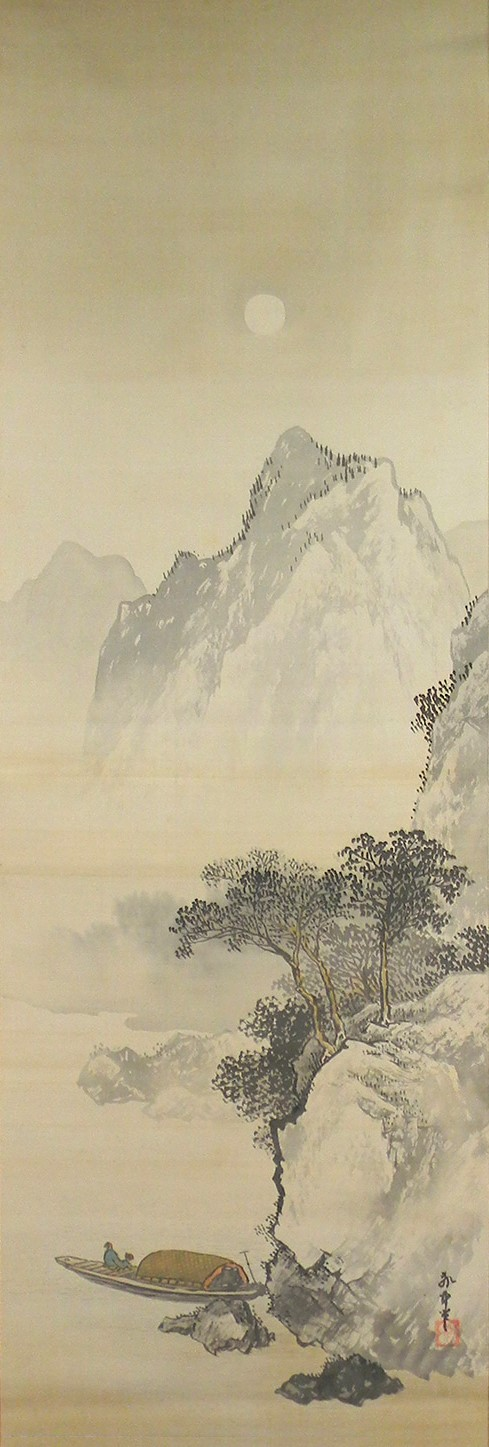
Landschaft
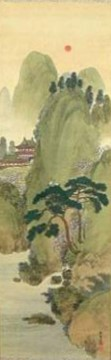
Landschaft
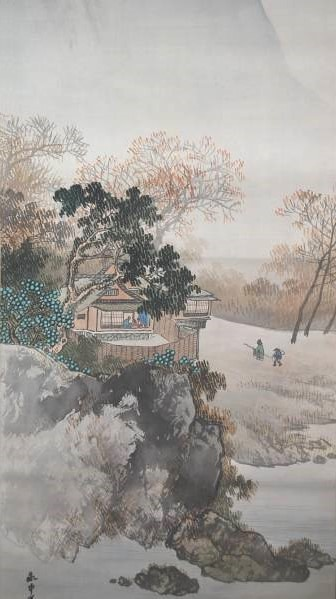
Landschaft